# Oospila tricamerata
Oospila tricamerata är en fjärilsart som beskrevs av Louis Beethoven Prout 1916. Oospila tricamerata ingår i släktet Oospila och familjen mätare. Inga underarter finns listade i Catalogue of Life.